# Élections cantonales de 1992 dans les Yvelines
Les élections cantonales ont eu lieu les 22 et 29 mars 1992.
Lors de ces élections, 20 des 39 cantons des Yvelines ont été renouvelés. Elles ont vu la reconduction de la majorité UDF dirigée par Paul-Louis Tenaillon, président du conseil général depuis 1977.

## Contexte départemental

### Assemblée départementale sortante
| Parti                              | Sigle | Élus |
| ---------------------------------- | ----- | ---- |
| Majorité (33 sièges)               |       |      |
| Rassemblement pour la République   | RPR   | 16   |
| Union pour la démocratie française | UDF   | 15   |
| Divers droite                      | DVD   | 2    |
| Opposition (6 sièges)              |       |      |
| Parti socialiste                   | PS    | 5    |
| Parti communiste français          | PCF   | 1    |
| Président du conseil général       |       |      |
| Paul-Louis Tenaillon (UDF)         |       |      |

## Résultats à l’échelle du département
Répartition départementale des résultats (2e tour).
- PCF (2,78 %)
- PS (11,01 %)
- GE (3,53 %)
- RPR (20,39 %)
- UDF (33,6 %)
- DVD (16,83 %)
- FN (11,86 %)

| Étiquette      | Étiquette                             | Premier tour | Premier tour | Second tour | Second tour | Sièges |
| Étiquette      | Étiquette                             | Voix         | %            | Voix        | %           | Sièges |
| -------------- | ------------------------------------- | ------------ | ------------ | ----------- | ----------- | ------ |
|                | Parti socialiste                      | 33 222       | 13,29        | 17 923      | 11,01       | 1      |
|                | Parti communiste français             | 15 317       | 6,13         | 4 519       | 2,78        | 0      |
|                | Divers gauche-Majorité présidentielle | 1 913        | 0,77         |             |             |        |
|                | Extrême gauche                        | 356          | 0,14         |             |             |        |
|                | Mouvement des radicaux de gauche      | 295          | 0,12         |             |             |        |
| Gauche         | Gauche                                | 51 103       | 20,44        | 22 442      | 13,79       | 1      |
|                |                                       |              |              |             |             |        |
|                | Union pour la démocratie française    | 48 368       | 19,35        | 54 692      | 33,60       | 9      |
|                | Rassemblement pour la République      | 43 192       | 17,28        | 33 189      | 20,39       | 6      |
|                | Front national                        | 37 864       | 15,15        | 19 300      | 11,86       | 0      |
|                | Divers droite                         | 29 131       | 11,65        | 27 399      | 16,83       | 4      |
| Droite         | Droite                                | 158 555      | 63,43        | 134 580     | 82,69       | 19     |
|                |                                       |              |              |             |             |        |
|                | Les Verts                             | 20 917       | 8,37         |             |             |        |
|                | Génération écologie                   | 19 408       | 7,76         | 5 744       | 3,53        | 0      |
| Écologistes    | Écologistes                           | 40 325       | 16,13        | 5 744       | 3,53        | 0      |
|                |                                       |              |              |             |             |        |
| Inscrits       | Inscrits                              | 381 320      | 100,00       | 313 836     | 100,00      |        |
| Abstention     | Abstention                            | 123 576      | 32,41        | 135 339     | 43,12       |        |
| Votants        | Votants                               | 257 744      | 67,59        | 178 497     | 56,88       |        |
| Blancs et nuls | Blancs et nuls                        | 7 761        | 3,01         | 15 731      | 8,81        |        |
| Exprimés       | Exprimés                              | 249 983      | 96,99        | 162 766     | 91,19       |        |

### Résultats en nombre de sièges
| Parti | Sièges mis en jeu | Élus | Évolution |
| ----- | ----------------- | ---- | --------- |
| PS    | 1                 | 1    | =         |
| RPR   | 8                 | 6    | -2        |
| UDF   | 8                 | 9    | +1        |
| DVD   | 3                 | 4    | +1        |

### Assemblée départementale à l'issue des élections
| Parti                              | Sigle | Élus |
| ---------------------------------- | ----- | ---- |
| Majorité (33 sièges)               |       |      |
| Union pour la démocratie française | UDF   | 16   |
| Rassemblement pour la République   | RPR   | 14   |
| Divers droite                      | DVD   | 3    |
| Opposition (6 sièges)              |       |      |
| Parti socialiste                   | PS    | 5    |
| Parti communiste français          | PCF   | 1    |
| Président du conseil général       |       |      |
| Paul-Louis Tenaillon (UDF)         |       |      |

## Résultats par canton

### Canton d'Andrésy
| Candidats      | Candidats          | Étiquette      | Premier tour | Premier tour | Second tour | Second tour |
| Candidats      | Candidats          | Étiquette      | Voix         | %            | Voix        | %           |
| -------------- | ------------------ | -------------- | ------------ | ------------ | ----------- | ----------- |
|                | Pierre Cardo*      | UDF            | 3 047        | 34,63        | 5 422       | 75,00       |
|                | Henri Jeannequin   | FN             | 1 584        | 18,00        | 1 807       | 25,00       |
|                | Jean-Francois Thil | PS             | 1 267        | 14,40        |             |             |
|                | Lucien Ferrier     | Verts          | 1 050        | 11,93        |             |             |
|                | Monique Le Saux    | GE             | 877          | 9,97         |             |             |
|                | Robert Poujol      | DVD            | 549          | 6,24         |             |             |
|                | Jean Caron         | PCF            | 426          | 4,84         |             |             |
|                |                    |                |              |              |             |             |
| Inscrits       | Inscrits           | Inscrits       | 13 716       | 100,00       | 13 718      | 100,00      |
| Abstention     | Abstention         | Abstention     | 4 644        | 33,86        | 5 720       | 41,70       |
| Votants        | Votants            | Votants        | 9 072        | 66,14        | 7 998       | 58,30       |
| Blancs et nuls | Blancs et nuls     | Blancs et nuls | 272          | 3,00         | 769         | 9,61        |
| Exprimés       | Exprimés           | Exprimés       | 8 800        | 97,00        | 7 229       | 90,39       |

*sortant

### Canton d'Aubergenville
| Candidats      | Candidats            | Étiquette      | Premier tour | Premier tour | Second tour | Second tour |
| Candidats      | Candidats            | Étiquette      | Voix         | %            | Voix        | %           |
| -------------- | -------------------- | -------------- | ------------ | ------------ | ----------- | ----------- |
|                | Daniel Demaison      | UDF            | 2 784        | 22,30        | 4 051       | 38,06       |
|                | Jean-Claude Petitpré | FN             | 2 684        | 21,49        | 2 669       | 25,08       |
|                | Léon Herz            | RPR            | 2 621        | 20,99        | 3 924       | 36,87       |
|                | Alain Pierre         | PS             | 1 729        | 13,85        |             |             |
|                | Michel Mosca         | Verts          | 1 315        | 10,53        |             |             |
|                | AlexAndré Rezette    | DVD            | 709          | 5,68         |             |             |
|                | Marcel Chauvin       | PCF            | 645          | 5,17         |             |             |
|                |                      |                |              |              |             |             |
| Inscrits       | Inscrits             | Inscrits       | 18 412       | 100,00       | 18 406      | 100,00      |
| Abstention     | Abstention           | Abstention     | 5 478        | 29,75        | 6 842       | 37,17       |
| Votants        | Votants              | Votants        | 12 934       | 70,25        | 11 564      | 62,83       |
| Blancs et nuls | Blancs et nuls       | Blancs et nuls | 447          | 3,46         | 920         | 7,96        |
| Exprimés       | Exprimés             | Exprimés       | 12 487       | 96,54        | 10 644      | 92,04       |

### Canton de La Celle-Saint-Cloud
| Candidats      | Candidats             | Étiquette      | Premier tour | Premier tour | Second tour | Second tour |
| Candidats      | Candidats             | Étiquette      | Voix         | %            | Voix        | %           |
| -------------- | --------------------- | -------------- | ------------ | ------------ | ----------- | ----------- |
|                | Jean-Louis Gasquet*   | RPR            | 5 712        | 45,84        | 5 867       | 62,38       |
|                | Frédéric Soloy        | GE             | 1 570        | 12,60        | 3 539       | 37,62       |
|                | Alain Fragny          | FN             | 1 541        | 12,37        |             |             |
|                | Jean-François Godchau | PS             | 1 468        | 11,78        |             |             |
|                | Pierre Marion         | DVD            | 937          | 7,52         |             |             |
|                | Georges Bodu          | Verts          | 787          | 6,32         |             |             |
|                | Denis Alexaline       | PCF            | 446          | 3,58         |             |             |
|                |                       |                |              |              |             |             |
| Inscrits       | Inscrits              | Inscrits       | 19 766       | 100,00       | 19 766      | 100,00      |
| Abstention     | Abstention            | Abstention     | 6 966        | 35,24        | 9 792       | 49,54       |
| Votants        | Votants               | Votants        | 12 800       | 64,76        | 9 974       | 50,46       |
| Blancs et nuls | Blancs et nuls        | Blancs et nuls | 339          | 2,65         | 568         | 5,69        |
| Exprimés       | Exprimés              | Exprimés       | 12 461       | 97,35        | 9 406       | 94,31       |

*sortant

### Canton du Chesnay
| Candidats      | Candidats            | Étiquette      | Premier tour | Premier tour | Second tour | Second tour |
| Candidats      | Candidats            | Étiquette      | Voix         | %            | Voix        | %           |
| -------------- | -------------------- | -------------- | ------------ | ------------ | ----------- | ----------- |
|                | Philippe Brillault   | RPR            | 3 618        | 26,57        | 4 215       | 41,86       |
|                | Jean-Louis Berthet   | DVD            | 3 477        | 25,54        | 5 854       | 58,14       |
|                | Marie-Chantal Delmas | FN             | 1 532        | 11,25        |             |             |
|                | Alain Meunier        | PS             | 1 079        | 7,93         |             |             |
|                | Gérard Dehove        | DVD            | 1 052        | 7,73         |             |             |
|                | Michel Lavenant      | GE             | 1 016        | 7,46         |             |             |
|                | Jean Marechal        | DVD            | 681          | 5,00         |             |             |
|                | Bertrand Leger       | Verts          | 556          | 4,08         |             |             |
|                | Antoine Chaudron     | DVD            | 294          | 2,16         |             |             |
|                | Chantal Leclerc      | PCF            | 310          | 2,28         |             |             |
|                |                      |                |              |              |             |             |
| Inscrits       | Inscrits             | Inscrits       | 21 777       | 100,00       | 21 775      | 100,00      |
| Abstention     | Abstention           | Abstention     | 7 903        | 36,29        | 10 670      | 49,00       |
| Votants        | Votants              | Votants        | 13 874       | 63,71        | 11 105      | 51,00       |
| Blancs et nuls | Blancs et nuls       | Blancs et nuls | 259          | 1,87         | 1 036       | 9,33        |
| Exprimés       | Exprimés             | Exprimés       | 13 615       | 98,13        | 10 069      | 90,67       |

### Canton de Conflans-Sainte-Honorine
| Candidats      | Candidats         | Étiquette      | Premier tour | Premier tour | Second tour | Second tour |
| Candidats      | Candidats         | Étiquette      | Voix         | %            | Voix        | %           |
| -------------- | ----------------- | -------------- | ------------ | ------------ | ----------- | ----------- |
|                | Jean Guigné*      | PS             | 3 561        | 29,38        | 5 017       | 46,41       |
|                | Annick Blondeau   | RPR            | 2 888        | 23,83        | 4 113       | 38,04       |
|                | Myriam Baeckeroot | FN             | 2 202        | 18,17        | 1 681       | 15,55       |
|                | Philippe André    | Verts          | 1 039        | 8,57         |             |             |
|                | Jean-Max Sery     | GE             | 1 009        | 8,33         |             |             |
|                | Bernard Minguy    | PCF            | 677          | 5,59         |             |             |
|                | Jean Fraleux      | DVD            | 743          | 6,13         |             |             |
|                |                   |                |              |              |             |             |
| Inscrits       | Inscrits          | Inscrits       | 19 524       | 100,00       | 19 524      | 100,00      |
| Abstention     | Abstention        | Abstention     | 6 968        | 35,69        | 8 095       | 41,46       |
| Votants        | Votants           | Votants        | 12 556       | 64,31        | 11 429      | 58,54       |
| Blancs et nuls | Blancs et nuls    | Blancs et nuls | 437          | 3,48         | 618         | 5,41        |
| Exprimés       | Exprimés          | Exprimés       | 12 119       | 96,52        | 10 811      | 94,59       |

*sortant

### Canton de Guerville
| Candidats      | Candidats          | Étiquette      | Premier tour | Premier tour | Second tour | Second tour |
| Candidats      | Candidats          | Étiquette      | Voix         | %            | Voix        | %           |
| -------------- | ------------------ | -------------- | ------------ | ------------ | ----------- | ----------- |
|                | Pierre Amouroux*   | DVD            | 3 187        | 38,31        | 4 876       | 69,54       |
|                | Martine Giraud     | FN             | 1 926        | 23,15        | 2 136       | 30,46       |
|                | Pierre Blevin      | PS             | 1 085        | 13,04        |             |             |
|                | Gérard Baudoin     | GE             | 867          | 10,42        |             |             |
|                | Joël Hervé         | Verts          | 867          | 10,42        |             |             |
|                | Jean-Pierre Grihon | PCF            | 387          | 4,65         |             |             |
|                |                    |                |              |              |             |             |
| Inscrits       | Inscrits           | Inscrits       | 11 647       | 100,00       | 11 646      | 100,00      |
| Abstention     | Abstention         | Abstention     | 3 005        | 25,80        | 3 985       | 34,22       |
| Votants        | Votants            | Votants        | 8 642        | 74,20        | 7 661       | 65,78       |
| Blancs et nuls | Blancs et nuls     | Blancs et nuls | 323          | 3,74         | 649         | 8,47        |
| Exprimés       | Exprimés           | Exprimés       | 8 319        | 96,26        | 7 012       | 91,53       |

*sortant

### Canton de Houdan
| Candidats      | Candidats          | Étiquette      | Premier tour | Premier tour |
| Candidats      | Candidats          | Étiquette      | Voix         | %            |
| -------------- | ------------------ | -------------- | ------------ | ------------ |
|                | Henri Cuq*         | RPR            | 4 910        | 50,34        |
|                | Pierre Pezet       | FN             | 1 716        | 17,59        |
|                | Patrick Marguerite | Verts          | 1 542        | 15,81        |
|                | Bruno Pinel        | PS             | 1 123        | 11,51        |
|                | Liliane Senevat    | PCF            | 463          | 4,75         |
|                |                    |                |              |              |
| Inscrits       | Inscrits           | Inscrits       | 14 356       | 100,00       |
| Abstention     | Abstention         | Abstention     | 4 218        | 29,38        |
| Votants        | Votants            | Votants        | 10 138       | 70,62        |
| Blancs et nuls | Blancs et nuls     | Blancs et nuls | 384          | 3,79         |
| Exprimés       | Exprimés           | Exprimés       | 9 754        | 96,21        |

*sortant

### Canton de Limay
| Candidats      | Candidats           | Étiquette      | Premier tour | Premier tour | Second tour | Second tour |
| Candidats      | Candidats           | Étiquette      | Voix         | %            | Voix        | %           |
| -------------- | ------------------- | -------------- | ------------ | ------------ | ----------- | ----------- |
|                | André Samitier*     | DVD            | 5 673        | 39,32        | 8 857       | 71,82       |
|                | Jean-Louis d'Andre  | FN             | 3 266        | 22,64        | 3 476       | 28,18       |
|                | Jean Colin          | Verts          | 1 981        | 13,73        |             |             |
|                | Gabriel Lucas       | DVG            | 1 816        | 12,59        |             |             |
|                | Jacques Saint-Amaux | PCF            | 1 691        | 11,72        |             |             |
|                |                     |                |              |              |             |             |
| Inscrits       | Inscrits            | Inscrits       | 20 821       | 100,00       | 20 820      | 100,00      |
| Abstention     | Abstention          | Abstention     | 5 810        | 27,90        | 7 030       | 33,77       |
| Votants        | Votants             | Votants        | 13 171       | 72,10        | 13 790      | 66,23       |
| Blancs et nuls | Blancs et nuls      | Blancs et nuls | 584          | 3,89         | 1 457       | 10,57       |
| Exprimés       | Exprimés            | Exprimés       | 14 427       | 96,11        | 12 333      | 89,43       |

*sortant

### Canton de Marly-le-Roi
| Candidats      | Candidats               | Étiquette      | Premier tour | Premier tour |
| Candidats      | Candidats               | Étiquette      | Voix         | %            |
| -------------- | ----------------------- | -------------- | ------------ | ------------ |
|                | Pierre Lequiller*       | UDF            | 6 709        | 53,67        |
|                | Jean-Pierre Mottura     | PS             | 1 810        | 14,48        |
|                | Fabien Louvel           | FN             | 1 372        | 10,98        |
|                | Léonore Gabarain-Moreau | GE             | 1 201        | 9,61         |
|                | Gilbert Fichter         | Verts          | 830          | 6,64         |
|                | Jean-Claude Merle       | PCF            | 578          | 4,62         |
|                |                         |                |              |              |
| Inscrits       | Inscrits                | Inscrits       | 19 335       | 100,00       |
| Abstention     | Abstention              | Abstention     | 6 556        | 33,91        |
| Votants        | Votants                 | Votants        | 12 779       | 66,09        |
| Blancs et nuls | Blancs et nuls          | Blancs et nuls | 279          | 2,18         |
| Exprimés       | Exprimés                | Exprimés       | 12 500       | 97,82        |

*sortant

### Canton de Montfort-l'Amaury
| Candidats      | Candidats         | Étiquette      | Premier tour | Premier tour | Second tour | Second tour |
| Candidats      | Candidats         | Étiquette      | Voix         | %            | Voix        | %           |
| -------------- | ----------------- | -------------- | ------------ | ------------ | ----------- | ----------- |
|                | Jean-Louis Fanost | RPR            | 4 387        | 24,93        | 5 409       | 44,22       |
|                | Guy Denormandie   | UDF            | 4 243        | 24,11        | 6 822       | 55,78       |
|                | Jacques Michel    | FN             | 2 462        | 13,99        |             |             |
|                | Roland Betremieux | PS             | 2 296        | 13,05        |             |             |
|                | Christian Tirloy  | GE             | 2 022        | 11,49        |             |             |
|                | Jean-Yves Jacquet | Verts          | 1 488        | 8,46         |             |             |
|                | Kocia Le Bacquer  | PCF            | 699          | 3,97         |             |             |
|                |                   |                |              |              |             |             |
| Inscrits       | Inscrits          | Inscrits       | 25 514       | 100,00       | 25 512      | 100,00      |
| Abstention     | Abstention        | Abstention     | 7 278        | 28,53        | 11 145      | 43,69       |
| Votants        | Votants           | Votants        | 18 236       | 71,47        | 14 367      | 56,31       |
| Blancs et nuls | Blancs et nuls    | Blancs et nuls | 639          | 3,50         | 2 136       | 14,87       |
| Exprimés       | Exprimés          | Exprimés       | 17 597       | 96,50        | 12 231      | 85,13       |

### Canton du Pecq
| Candidats      | Candidats           | Étiquette      | Premier tour | Premier tour |
| Candidats      | Candidats           | Étiquette      | Voix         | %            |
| -------------- | ------------------- | -------------- | ------------ | ------------ |
|                | Alain Gournac       | RPR            | 5 835        | 54,45        |
|                | Jean Modolo         | PS             | 1 617        | 15,09        |
|                | Véronique Lecaillon | FN             | 1 263        | 11,79        |
|                | René Gombert        | GE             | 1 167        | 10,89        |
|                | Mathieu Amassier    | Verts          | 576          | 5,37         |
|                | Michèle Mayaffre    | PCF            | 259          | 2,42         |
|                |                     |                |              |              |
| Inscrits       | Inscrits            | Inscrits       | 16 671       | 100,00       |
| Abstention     | Abstention          | Abstention     | 5 737        | 34,41        |
| Votants        | Votants             | Votants        | 10 934       | 65,59        |
| Blancs et nuls | Blancs et nuls      | Blancs et nuls | 217          | 1,98         |
| Exprimés       | Exprimés            | Exprimés       | 10 717       | 98,02        |

### Canton de Plaisir
| Candidats      | Candidats            | Étiquette      | Premier tour | Premier tour | Second tour | Second tour |
| Candidats      | Candidats            | Étiquette      | Voix         | %            | Voix        | %           |
| -------------- | -------------------- | -------------- | ------------ | ------------ | ----------- | ----------- |
|                | Dominique Paumier*   | UDF            | 4 898        | 31,33        | 7 244       | 55,56       |
|                | Jean Mouton          | PS             | 3 275        | 20,95        | 5 795       | 44,44       |
|                | Janine Thomas-Flores | PCF            | 1 849        | 11,83        |             |             |
|                | Hervé Fenoy          | FN             | 1 697        | 10,86        |             |             |
|                | Roger Sanchis        | GE             | 1 358        | 8,69         |             |             |
|                | Alain Dorange        | Verts          | 1 200        | 7,68         |             |             |
|                | Bernard Moureaux     | DVD            | 556          | 3,56         |             |             |
|                | Jean-Claude Nezonde  | DVD            | 505          | 3,23         |             |             |
|                | Lucien Peuchlestrade | PRG            | 295          | 1,89         |             |             |
|                |                      |                |              |              |             |             |
| Inscrits       | Inscrits             | Inscrits       | 25 242       | 100,00       | 25 242      | 100,00      |
| Abstention     | Abstention           | Abstention     | 9 138        | 36,20        | 11 169      | 44,25       |
| Votants        | Votants              | Votants        | 16 104       | 63,80        | 14 073      | 55,75       |
| Blancs et nuls | Blancs et nuls       | Blancs et nuls | 471          | 2,92         | 1 034       | 7,35        |
| Exprimés       | Exprimés             | Exprimés       | 15 633       | 97,08        | 13 039      | 92,65       |

*sortant

### Canton de Poissy-Sud
| Candidats      | Candidats          | Étiquette      | Premier tour | Premier tour | Second tour | Second tour |
| Candidats      | Candidats          | Étiquette      | Voix         | %            | Voix        | %           |
| -------------- | ------------------ | -------------- | ------------ | ------------ | ----------- | ----------- |
|                | Gilles Forray*     | RPR            | 3 471        | 42,12        | 3 688       | 50,04       |
|                | Gérard Latinier    | FN             | 1 690        | 20,51        | 1 477       | 20,04       |
|                | Elisabeth Louvet   | GE             | 1 217        | 14,77        | 2 205       | 29,92       |
|                | Daniel Guermeur    | PS             | 907          | 11,01        |             |             |
|                | Sylvain Dandonneau | Verts          | 585          | 7,10         |             |             |
|                | Philippe Moreau    | PCF            | 370          | 4,49         |             |             |
|                |                    |                |              |              |             |             |
| Inscrits       | Inscrits           | Inscrits       | 12 122       | 100,00       | 12 119      | 100,00      |
| Abstention     | Abstention         | Abstention     | 3 613        | 29,81        | 4 494       | 37,08       |
| Votants        | Votants            | Votants        | 8 509        | 70,19        | 7 625       | 62,92       |
| Blancs et nuls | Blancs et nuls     | Blancs et nuls | 269          | 3,16         | 255         | 3,34        |
| Exprimés       | Exprimés           | Exprimés       | 8 240        | 96,84        | 7 370       | 96,66       |

*sortant

### Canton de Saint-Arnoult-en-Yvelines
| Candidats      | Candidats              | Étiquette      | Premier tour | Premier tour | Second tour | Second tour |
| Candidats      | Candidats              | Étiquette      | Voix         | %            | Voix        | %           |
| -------------- | ---------------------- | -------------- | ------------ | ------------ | ----------- | ----------- |
|                | Michel Dobremelle*     | UDF            | 4 232        | 48,38        | 5 090       | 71,63       |
|                | Anne-Andrée Beaugendre | PS             | 1 120        | 12,80        | 2 016       | 28,37       |
|                | Didier Gaultier        | GE             | 1 079        | 12,34        |             |             |
|                | Agnès Lederle          | FN             | 1 059        | 12,11        |             |             |
|                | Anny Poursinoff        | Verts          | 728          | 8,32         |             |             |
|                | Albert Bort            | PCF            | 529          | 6,05         |             |             |
|                |                        |                |              |              |             |             |
| Inscrits       | Inscrits               | Inscrits       | 12 603       | 100,00       | 12 602      | 100,00      |
| Abstention     | Abstention             | Abstention     | 3 464        | 27,49        | 4 868       | 38,63       |
| Votants        | Votants                | Votants        | 9 139        | 72,51        | 7 734       | 61,37       |
| Blancs et nuls | Blancs et nuls         | Blancs et nuls | 392          | 4,29         | 628         | 8,12        |
| Exprimés       | Exprimés               | Exprimés       | 8 747        | 95,71        | 7 106       | 91,88       |

*sortant

### Canton de Saint-Cyr-l'École
| Candidats      | Candidats                | Étiquette      | Premier tour | Premier tour | Second tour | Second tour |
| Candidats      | Candidats                | Étiquette      | Voix         | %            | Voix        | %           |
| -------------- | ------------------------ | -------------- | ------------ | ------------ | ----------- | ----------- |
|                | Anne Le Pivain *         | DVD            | 5 773        | 37,80        | 7 812       | 63,35       |
|                | Daniel Ferrenbach        | PCF            | 2 269        | 14,86        | 4 519       | 36,65       |
|                | Régis Gourdon            | PS             | 2 226        | 14,58        |             |             |
|                | Roger Gilissen           | FN             | 2 154        | 14,10        |             |             |
|                | Jean-Pierre Blanchelande | GE             | 1 815        | 11,88        |             |             |
|                | Olivier Hutin            | Verts          | 1 035        | 6,78         |             |             |
|                |                          |                |              |              |             |             |
| Inscrits       | Inscrits                 | Inscrits       | 23 709       | 100,00       | 23 707      | 100,00      |
| Abstention     | Abstention               | Abstention     | 7 927        | 33,43        | 10 240      | 43,19       |
| Votants        | Votants                  | Votants        | 15 782       | 66,57        | 13 467      | 56,81       |
| Blancs et nuls | Blancs et nuls           | Blancs et nuls | 510          | 3,23         | 1 136       | 8,44        |
| Exprimés       | Exprimés                 | Exprimés       | 15 272       | 96,77        | 12 331      | 91,56       |

*sortant

### Canton de Saint-Germain-en-Laye-Sud
| Candidats      | Candidats           | Étiquette      | Premier tour | Premier tour |
| Candidats      | Candidats           | Étiquette      | Voix         | %            |
| -------------- | ------------------- | -------------- | ------------ | ------------ |
|                | Catherine Péricard* | RPR            | 5 952        | 55,78        |
|                | Jean Laurent        | PS             | 1 288        | 12,07        |
|                | Louis Martinet      | FN             | 1 285        | 12,04        |
|                | Yves Bertrand       | GE             | 1 211        | 11,35        |
|                | Gilles Mancel       | Verts          | 594          | 5,57         |
|                | Alain Binet         | PCF            | 340          | 3,19         |
|                |                     |                |              |              |
| Inscrits       | Inscrits            | Inscrits       | 17 097       | 100,00       |
| Abstention     | Abstention          | Abstention     | 6 106        | 35,71        |
| Votants        | Votants             | Votants        | 10 991       | 64,29        |
| Blancs et nuls | Blancs et nuls      | Blancs et nuls | 321          | 2,92         |
| Exprimés       | Exprimés            | Exprimés       | 10 670       | 97,08        |

*sortant

### Canton de Sartrouville
| Candidats      | Candidats          | Étiquette      | Premier tour | Premier tour | Second tour | Second tour |
| Candidats      | Candidats          | Étiquette      | Voix         | %            | Voix        | %           |
| -------------- | ------------------ | -------------- | ------------ | ------------ | ----------- | ----------- |
|                | Laurent Wetzel*    | UDF            | 6 911        | 41,32        | 7 949       | 53,32       |
|                | Michel Gruel       | PS             | 2 811        | 16,81        | 5 095       | 34,17       |
|                | Jacques Lecaillon  | FN             | 2 679        | 16,02        | 1 865       | 12,51       |
|                | Alain Bascoulergue | PCF            | 2 100        | 12,56        |             |             |
|                | Saadia Sahali      | Verts          | 1 555        | 9,30         |             |             |
|                | Michel Imbert      | EXG            | 356          | 2,13         |             |             |
|                | Jean Dupont        | DVD            | 314          | 1,88         |             |             |
|                |                    |                |              |              |             |             |
| Inscrits       | Inscrits           | Inscrits       | 25 694       | 100,00       | 25 690      | 100,00      |
| Abstention     | Abstention         | Abstention     | 8 356        | 32,52        | 8 356       | 39,22       |
| Votants        | Votants            | Votants        | 17 338       | 67,48        | 15 615      | 60,78       |
| Blancs et nuls | Blancs et nuls     | Blancs et nuls | 612          | 3,53         | 706         | 4,52        |
| Exprimés       | Exprimés           | Exprimés       | 16 726       | 96,47        | 14 909      | 95,48       |

*sortant

### Canton de Versailles-Nord-Ouest
| Candidats      | Candidats                | Étiquette      | Premier tour | Premier tour | Second tour | Second tour |
| Candidats      | Candidats                | Étiquette      | Voix         | %            | Voix        | %           |
| -------------- | ------------------------ | -------------- | ------------ | ------------ | ----------- | ----------- |
|                | Paul-Louis Tenaillon*    | UDF            | 5 650        | 46,13        | 7 910       | 81,11       |
|                | Michel Bayvet            | FN             | 1 890        | 15,43        | 1 842       | 18,89       |
|                | Vincent About            | DVD            | 1 103        | 9,00         |             |             |
|                | Pierre Larrouturou       | PS             | 1 073        | 8,76         |             |             |
|                | Eric Vassel de Fautereau | DVD            | 925          | 7,55         |             |             |
|                | Jean-Christophe Allafort | GE             | 884          | 7,22         |             |             |
|                | Monique Bressy           | Verts          | 473          | 3,86         |             |             |
|                | Pascal Rolland           | PCF            | 251          | 2,05         |             |             |
|                |                          |                |              |              |             |             |
| Inscrits       | Inscrits                 | Inscrits       | 18 207       | 100,00       | 18 207      | 100,00      |
| Abstention     | Abstention               | Abstention     | 5 734        | 31,49        | 7 920       | 43,50       |
| Votants        | Votants                  | Votants        | 12 473       | 68,51        | 10 287      | 56,50       |
| Blancs et nuls | Blancs et nuls           | Blancs et nuls | 224          | 1,80         | 535         | 5,20        |
| Exprimés       | Exprimés                 | Exprimés       | 12 249       | 98,20        | 9 752       | 94,80       |

*sortant

### Canton de Versailles-Sud
| Candidats      | Candidats          | Étiquette      | Premier tour | Premier tour | Second tour | Second tour |
| Candidats      | Candidats          | Étiquette      | Voix         | %            | Voix        | %           |
| -------------- | ------------------ | -------------- | ------------ | ------------ | ----------- | ----------- |
|                | André Damien*      | UDF            | 8 147        | 48,49        | 10 204      | 81,30       |
|                | Philippe Colombani | FN             | 2 455        | 14,61        | 2 347       | 18,70       |
|                | Michel Rombaut     | PS             | 2 174        | 12,94        |             |             |
|                | Jean-Noël Roy      | GE             | 2 115        | 12,59        |             |             |
|                | Maurice Bonnot     | Verts          | 1 311        | 7,80         |             |             |
|                | Joëlle Leroy       | PCF            | 601          | 3,58         |             |             |
|                |                    |                |              |              |             |             |
| Inscrits       | Inscrits           | Inscrits       | 25 643       | 100,00       | 25 642      | 100,00      |
| Abstention     | Abstention         | Abstention     | 8 401        | 32,76        | 11 703      | 45,64       |
| Votants        | Votants            | Votants        | 17 242       | 67,24        | 13 939      | 54,36       |
| Blancs et nuls | Blancs et nuls     | Blancs et nuls | 439          | 2,55         | 1 388       | 9,96        |
| Exprimés       | Exprimés           | Exprimés       | 16 803       | 97,45        | 12 551      | 90,04       |

*sortant

### Canton du Vésinet
| Candidats      | Candidats         | Étiquette      | Premier tour | Premier tour | Second tour | Second tour |
| Candidats      | Candidats         | Étiquette      | Voix         | %            | Voix        | %           |
| -------------- | ----------------- | -------------- | ------------ | ------------ | ----------- | ----------- |
|                | Jean-Francois Bel | RPR            | 3 798        | 29,56        | 5 973       | 100,00      |
|                | Philippe Lehmann  | DVD            | 2 653        | 20,65        | Retrait     | Retrait     |
|                | René Marabelle    | UDF            | 1 747        | 13,60        |             |             |
|                | Hubert Cottin     | FN             | 1 407        | 10,95        |             |             |
|                | Didier Toury      | Verts          | 1 405        | 10,94        |             |             |
|                | Lucien Desvaux    | PS             | 1 313        | 10,22        |             |             |
|                | Raymonde Locher   | PCF            | 427          | 3,32         |             |             |
|                | Joseph Majewski   | PS             | 97           | 0,76         |             |             |
|                |                   |                |              |              |             |             |
| Inscrits       | Inscrits          | Inscrits       | 19 464       | 100,00       | 19 460      | 100,00      |
| Abstention     | Abstention        | Abstention     | 6 274        | 32,23        | 11 621      | 59,72       |
| Votants        | Votants           | Votants        | 13 190       | 67,77        | 7 839       | 40,28       |
| Blancs et nuls | Blancs et nuls    | Blancs et nuls | 343          | 2,60         | 1 866       | 23,80       |
| Exprimés       | Exprimés          | Exprimés       | 12 847       | 97,40        | 5 973       | 76,20       |